# Église Notre-Dame de Simorre
L'église Notre-Dame-de-l'Assomption de Simorre est une ancienne abbatiale située sur la commune de Simorre dans le département du Gers en région Occitanie.
L'église fait d'ailleurs l'objet d'un classement au titre des Monuments historiques par la liste de 1846.

## Historique

### Fondation
L'histoire de l'abbaye de Simorre est connue grâce au livre de Dom Brugèles Chroniques ecclésiastiques du diocèse d'Auch paru à Toulouse en 1746.
La tradition attribue la fondation de l'abbaye à Clovis qui aurait voulu ainsi honorer saint Cerats (ou Cérase/Cérat), évangélisateur du pays au Ve siècle, à l'emplacement d'un oratoire qu'il aurait construit.
Ce n'est qu'en 817  que l'abbaye sort de la légende pour entrer dans l'histoire. Elle est citée au cours du concile d'Aix-la-Chapelle, avec les couvents de Serre, de Pessan et de Faget, parmi celles ne devant à l'État ni service militaire ni tribut, mais seulement des prières. Elle avait dû subir auparavant les invasions des Sarrasins à partir de 722 qui avaient ruiné l'abbaye. Au IXe siècle et du début du Xe siècle, ce sera le tour des Vikings.

### Prospérité
La prospérité ne revint qu'avec le calme des armes, aux Xe, XIe et XIIe siècles où elle reçut d'importantes donations.
L'abbaye avait été construite hors de la ville. C'est après un incendie de la ville qui se produisit en 1141 que les moines cédèrent aux habitants des terres à proximité de l'abbaye pour reconstruire leurs habitations. Cette nouvelle ville a alors été entourée d'une enceinte et d'un fossé. L'abbatiale a servi d'église paroissiale à partir de cette date.
Il y eut une longue querelle entre l'abbaye et le comte d'Astarac. Deux arrêts du Conseil du Roi, en 1284 et 1287, déboutèrent le comte au profit de l'abbaye et une sanction arbitrale fut prononcée en 1289. L'abbaye put alors entrer dans la jouissance d'un ensemble important de terres. Ce sont ces revenus qui permirent aux abbés d'entreprendre la construction de l'église existante. En effet l'abbé Bernard II de Saint-Estier entreprit en 1292 de la rebâtir sur l'emplacement de l'église précédente (d'après Dom Brugèles, elle datait du Xe siècle) mais qui devait s'étendre plus à l'ouest. Elle fut consacrée le 8 octobre 1309 sous l'abbatiat d'Auger de Montaut. Les bâtiments monastiques avaient été reconstruits au milieu du XIIIe siècle (la salle capitulaire a été construite en 1244). D'après Dom Brugèles, chaque moine possédait une maison particulière à proximité du palais abbatial. Ce dernier avait été embelli en 1540.
Vers 1350 ont été construits le clocher nord, le sacraire au nord du chœur et la sacristie au sud.
Dom Brugèles indique qu'en 1356, Bernard de Roffiac, abbé de Pessan, « fit bâtir la chapelle de Sainte-Dode joignant la nef de l'église de Simorre », à l'angle formé par la nef et le bras sud du transept. Elle fait pendant au clocher qui se trouve côté nord.
En 1442, le chapitre fit allonger la nef en pierre de taille d'une travée.
Jean Marre était natif de Simorre, fils d'un marchand drapier. Il a d'abord été moine de l'abbaye avant de devenir prieur à Nérac puis à Eauze. Il a été vicaire général d'Auch et pour finir évêque de Condom entre 1497 et 1521. Il a été un grand bâtisseur d'églises. À Simorre, il a fait reconstruire la chapelle Sainte-Dode qu'il a augmentée d'un vestibule et a commandé la réalisation des stalles. Le successeur de Jean Marre comme évêque de Condom est Hérard de Grossoles-Flamarens qui avait été abbé de Simorre. C'est probablement lui qui a fait exécuter les travaux dans la chapelle, conformément au souhait de Jean Marre. La confrérie du Rosaire a été installée dans la chapelle en 1602.

### Commende et déclin
L'abbaye fut placé sous commende en 1558. L'abbaye rapportait entre 3 000 et 4 000 livres de rente. Par exemple, pour les récompenser, Henri IV en a pourvu quatre gentilshommes.
L'abbaye n'a pas eu trop à souffrir de la guerre de Cent Ans et des guerres de Religion, époque où les protestants assiégèrent la ville en 1573 sans pouvoir la prendre. C'est la Révolution qui va entraîner la vente des bâtiments conventuels et leur démolition.

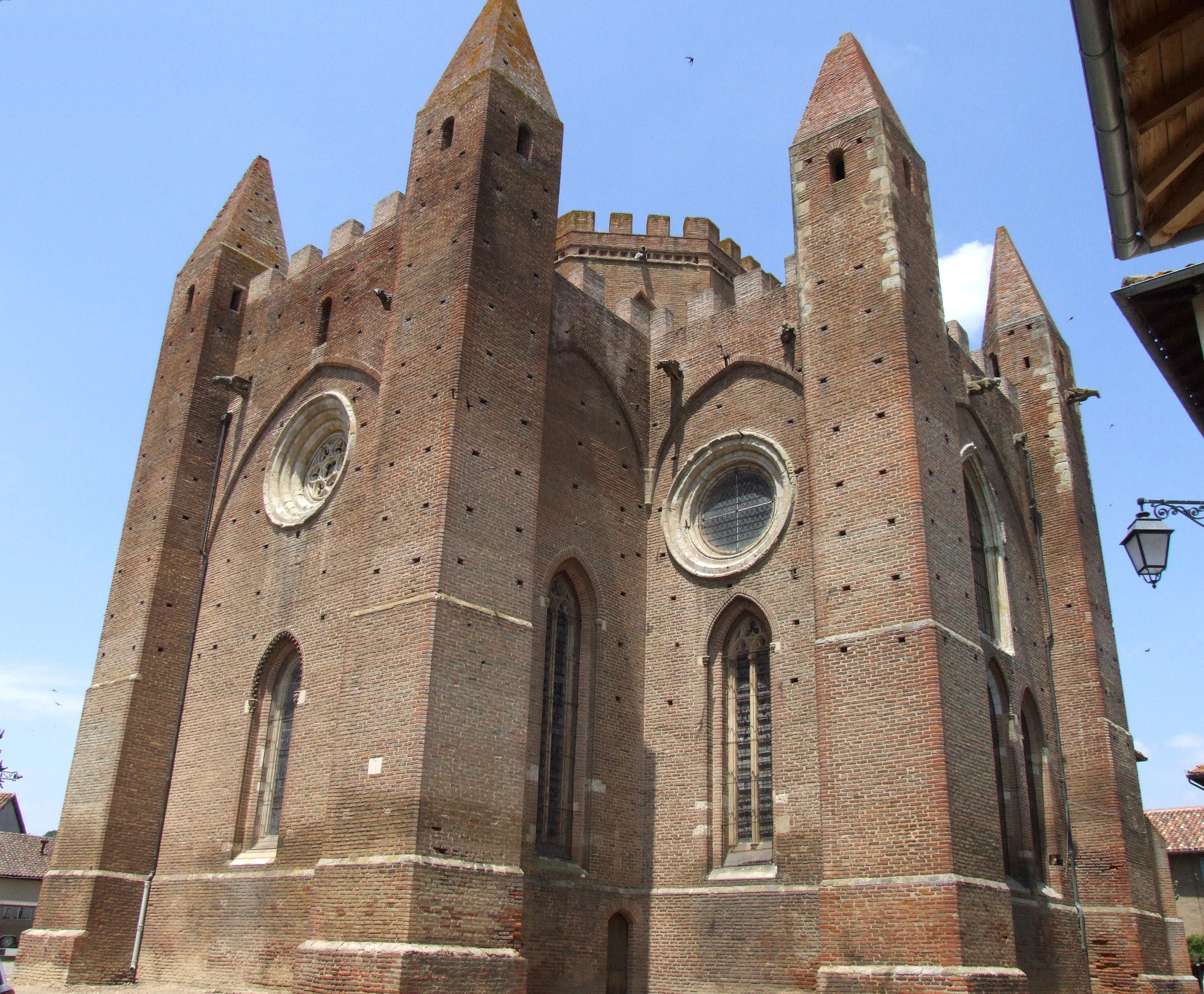
Bras sud du transept et chevet
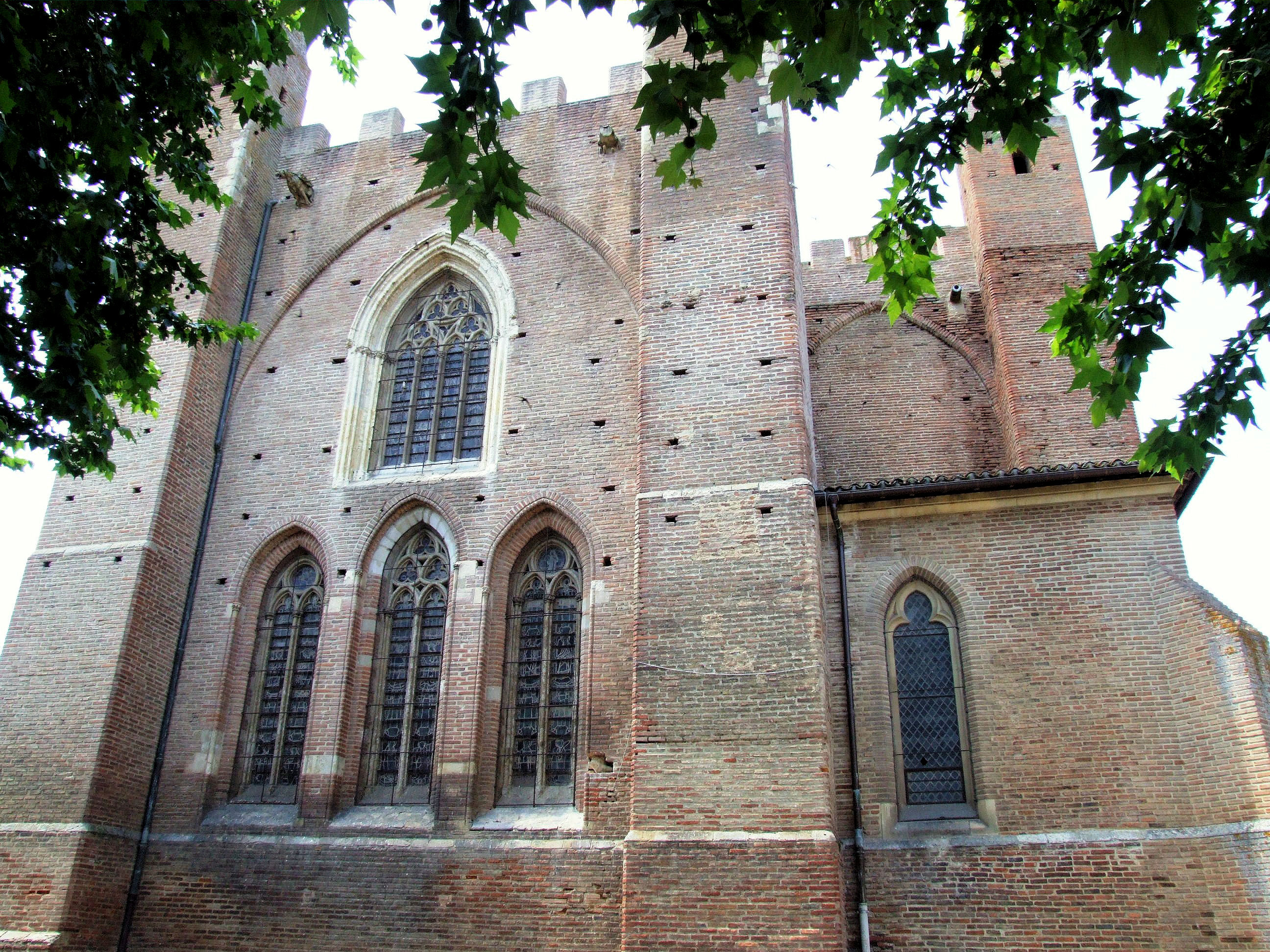
Chevet et sacraire
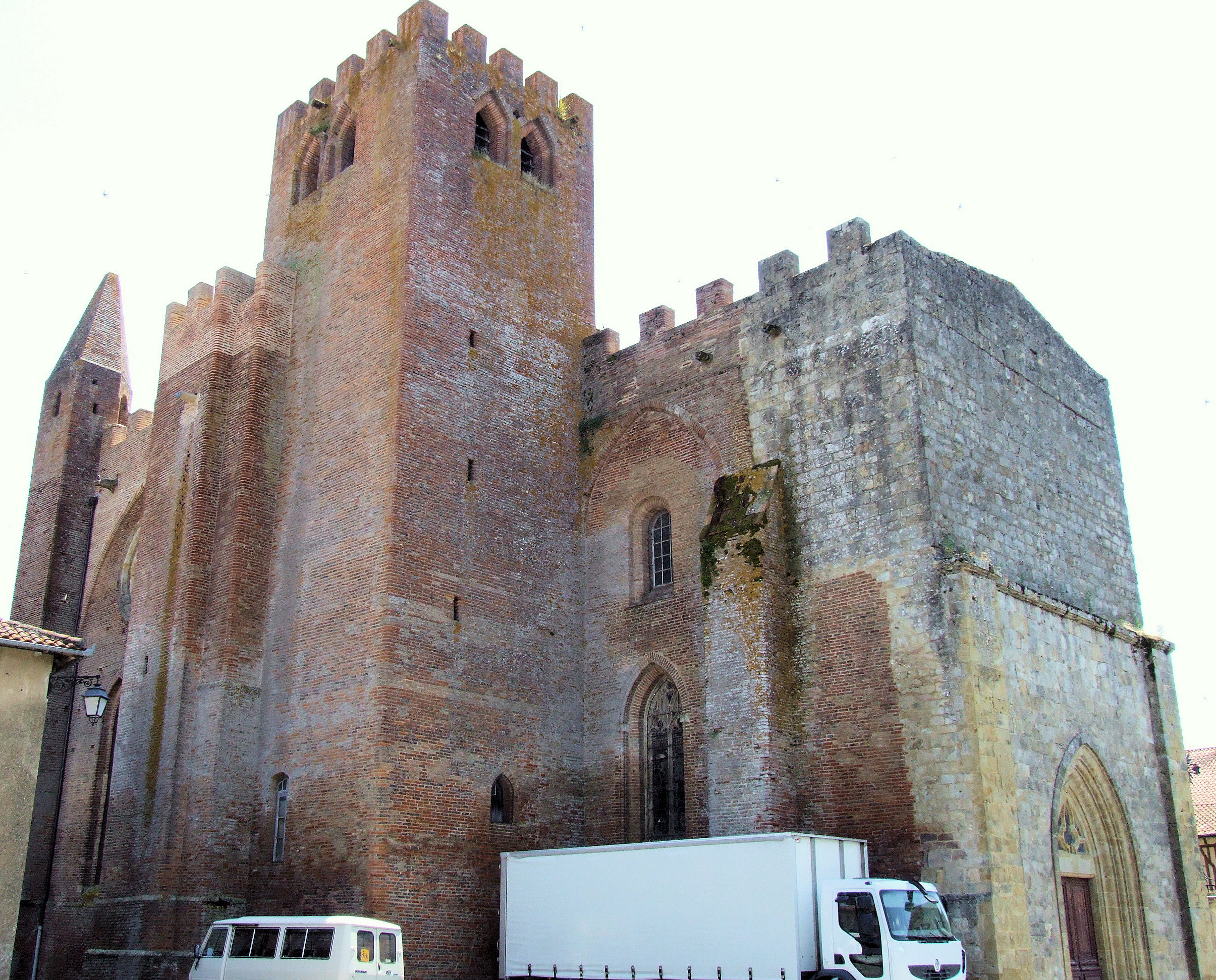
Côté nord de l'église avec le clocher
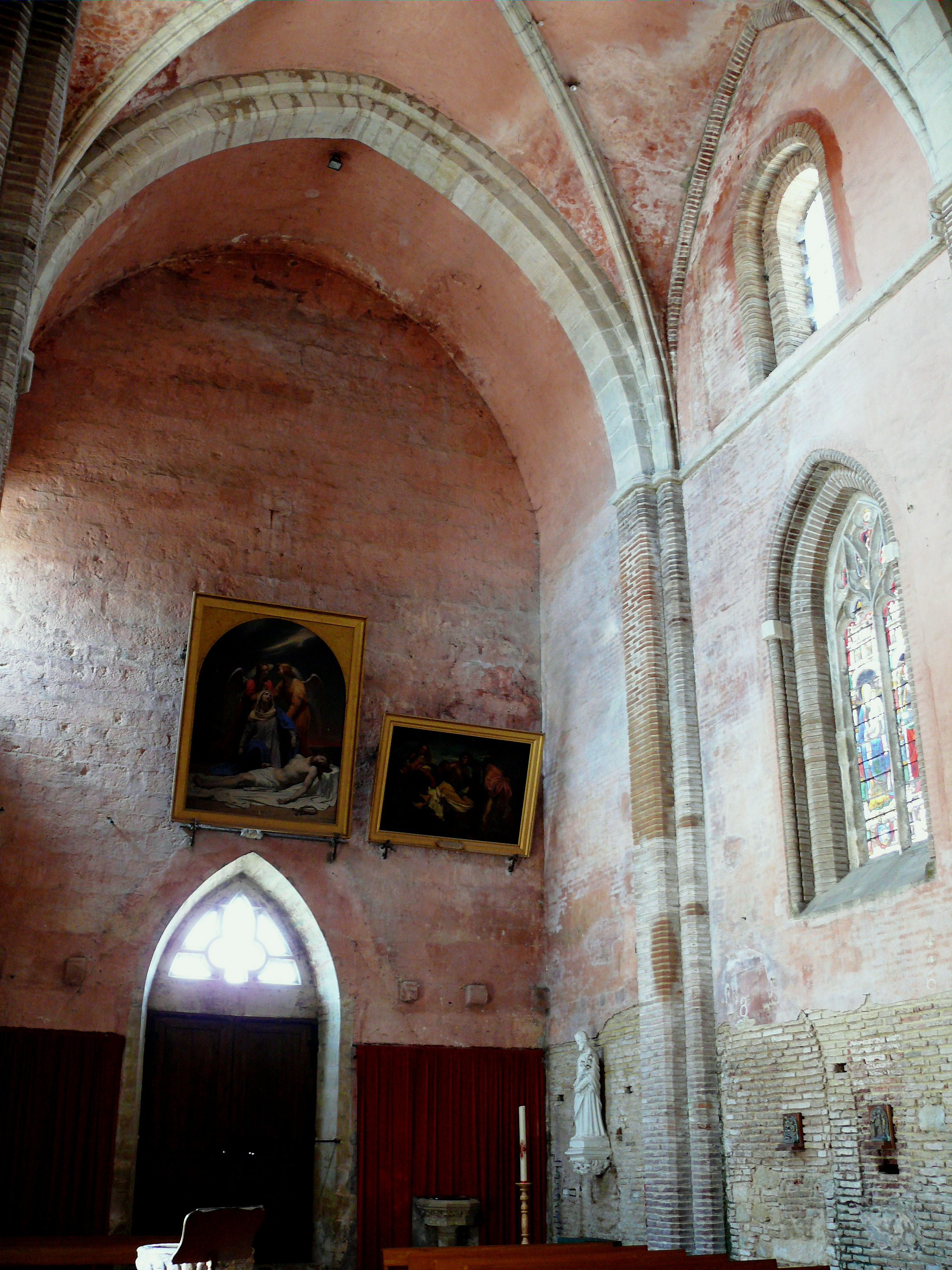
Élévation nord de la nef et mur occidental

### Restauration
L'aspect de l'édifice aujourd'hui est celui d'une église fortifiée. C'est largement le résultat des transformations que lui a fait subir Viollet-le-Duc entre 1844 et 1858.
Deux dessins, un de J. Philippe en 1842, le second de Viollet-le-Duc, daté du 1er décembre 1843, montrent l'état de l'église avant le début de la restauration. L'église était alors couverte d'une toiture à faible pente appuyée sur les murs gouttereaux. Le mur sud avait à son sommet des ouvertures carrées séparées par des trumeaux qui devaient ressembler à une mirande. Cette toiture a été remplacée par un toiture posée directement sur les voûtes, à un niveau inférieur aux murs qui ont été munis d'un crénelage continu.
 
Le bras sud du transept était le seul à être muni de clochetons pyramidaux. Viollet-le-Duc fit construire des échauguettes sur les contreforts du chevet et du bras nord du transept.
Les toitures placées aux sommets du clocher et de la tour-lanterne de la croisée ont été arasés et l'architecte y a placé un crénelage.

Entre 1898 et 1901 ont été démolies la sacristie qui était disposée symétriquement au sacraire par rapport au chœur et la chapelle Sainte-Dode avec son vestibule qui se trouvait contre le mur sud de la nef. Cette démolition a permis de faire apparaître un élément de défense au-dessus du porche méridional.
Cette restauration a été très vite critiquée en faisant remarquer que les couvertures existant avant 1846 se retrouvent à la collégiale Saint-Pierre de La Romieu ou à Fleurance. Viollet-le-Duc n'a probablement pas restauré un aspect ancien mais a mis en place une architecture théorique parfaite qui n'a jamais existé comme il l'avait fait en 1860 à la basilique Saint-Sernin de Toulouse ce qui a nécessité sa remise en cause en 1985.
En 1964, on a découvert en restaurant le sacraire des peintures murales datant du début du XIVe siècle.

## Architecture
L'église est construite suivant un plan en croix latine.
Longueur de la nef : 23,80 mètres
Largeur de la nef : 12,10 mètres
Longueur du transept : 25,50 mètres
Longueur du chœur : 8 mètres
Hauteur du clocher : 29 mètres
Largeur du clocher : 6,40 mètres
Épaisseur des murs du clocher : 2,50 mètres

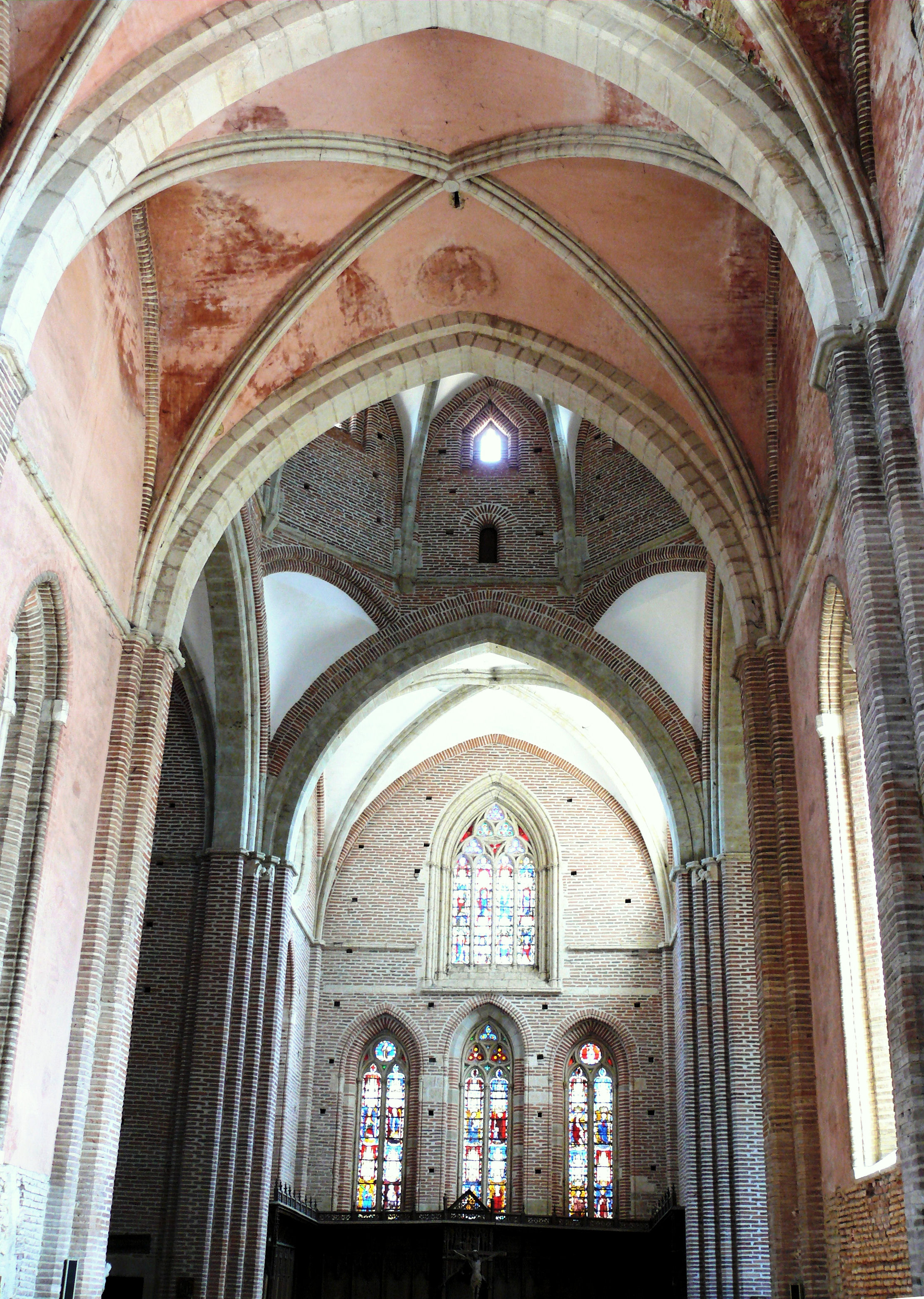
Nef
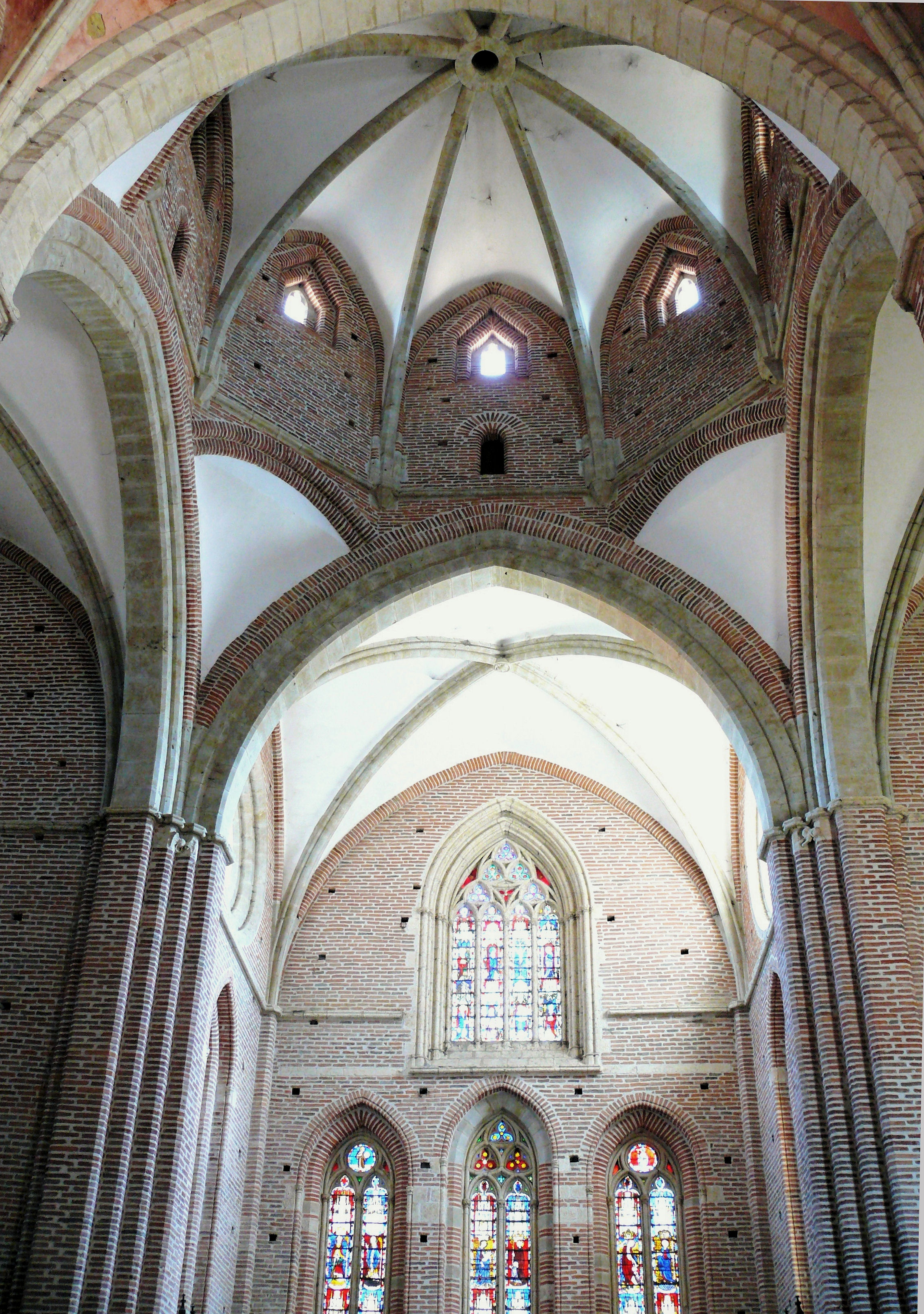
Coupole de la croisée du transept et chœur
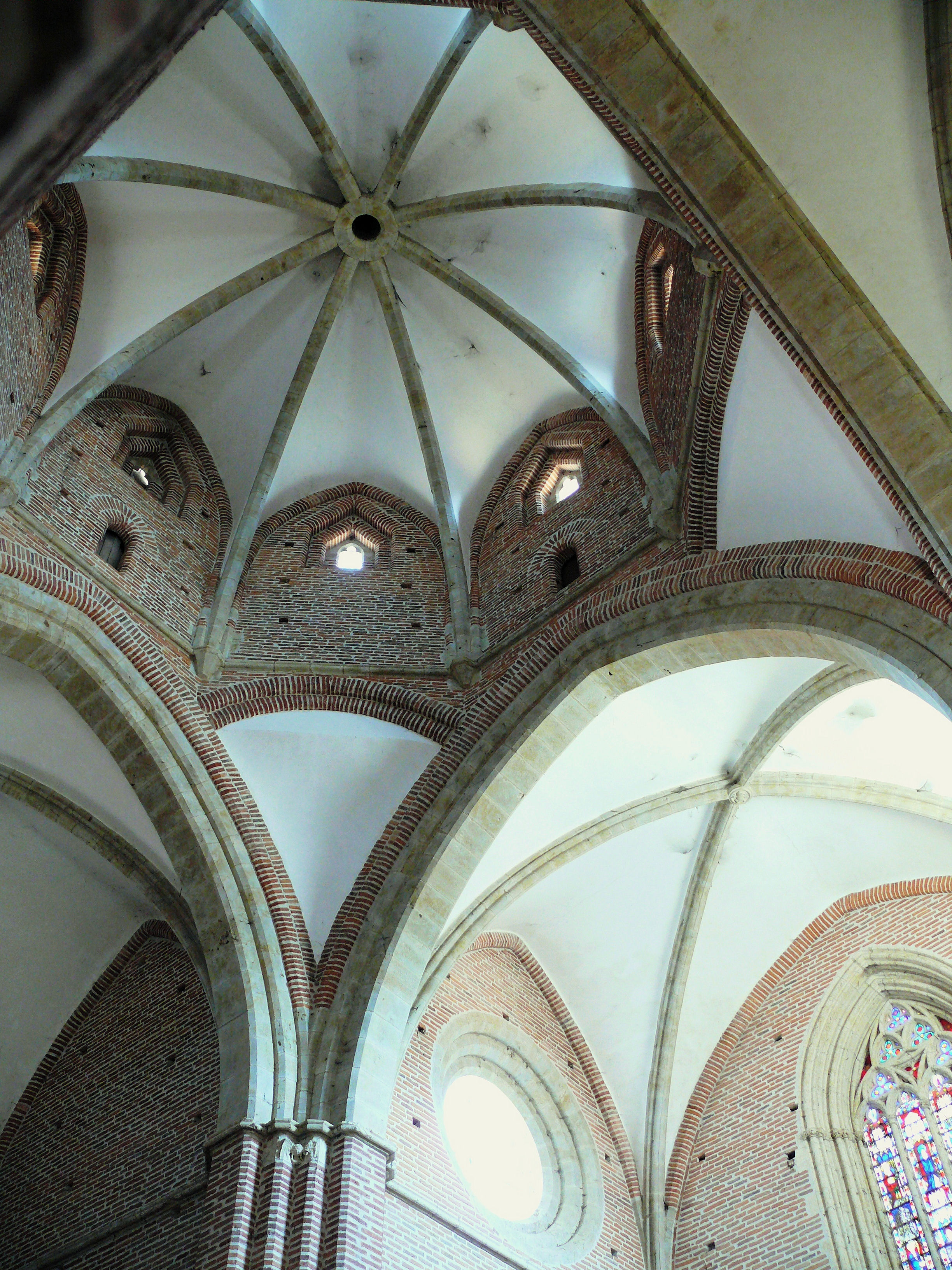
Coupole de la croisée et voûte du chœur

## Mobilier

### Verrières
Les verrières les plus anciennes sont celles se trouvant sur la baie supérieure du chevet. Elles ont été offertes en 1357 par Bernard de Lafite, pitancier et prieur claustral. Cette baie se décompose en quatre lancettes et sur deux niveaux. Les personnages sont placés sous des dais d'architecture.
Au niveau supérieur on peut voir une Crucifixion avec, de part et d'autre, la Vierge et saint Jean, et à l'extrémité gauche, un évêque.
Au niveau inférieur, une Vierge à l'Enfant entourés d'un moine en prière présenté par saint Benoît et saint Cérats. À l'extrémité gauche se trouve un saint martyr.
Les verrières des trois lancettes inférieures du chevet datent du XVe siècle. Elles reprennent le même type de composition que la baie supérieure. Elles utilisent la couleur jaune découverte par Jean de Bruge. Des verrières du même type ornent le mur sud du chœur ainsi que le mur oriental du bras sud du transept.
La verrière représentant saint Cérats et se trouvant sur le bras sud du transept a été commandée par l'abbé Roger de Labarthe, abbé de Simorre entre 1492 et 1519, dont le blason se trouve dans son soubassement.
Une autre verrière représentant la Vierge à l'Enfant et sainte Dode, datant de la Renaissance, se trouve dans la deuxième travée de la nef. Elle porte au soubassement les armes de Jean Marre et de l'abbé Jean de Galard de Brassac (1525-1536). Cette verrière se trouvait initialement dans la chapelle Sainte-Dode.
On a voulu attribuer une de ces verrières à Arnaud de Moles, auteur de vitraux de la cathédrale d'Auch et de Fleurance, mais cela apparaît peu probable. Elles appartiennent à l'école d'Auch.

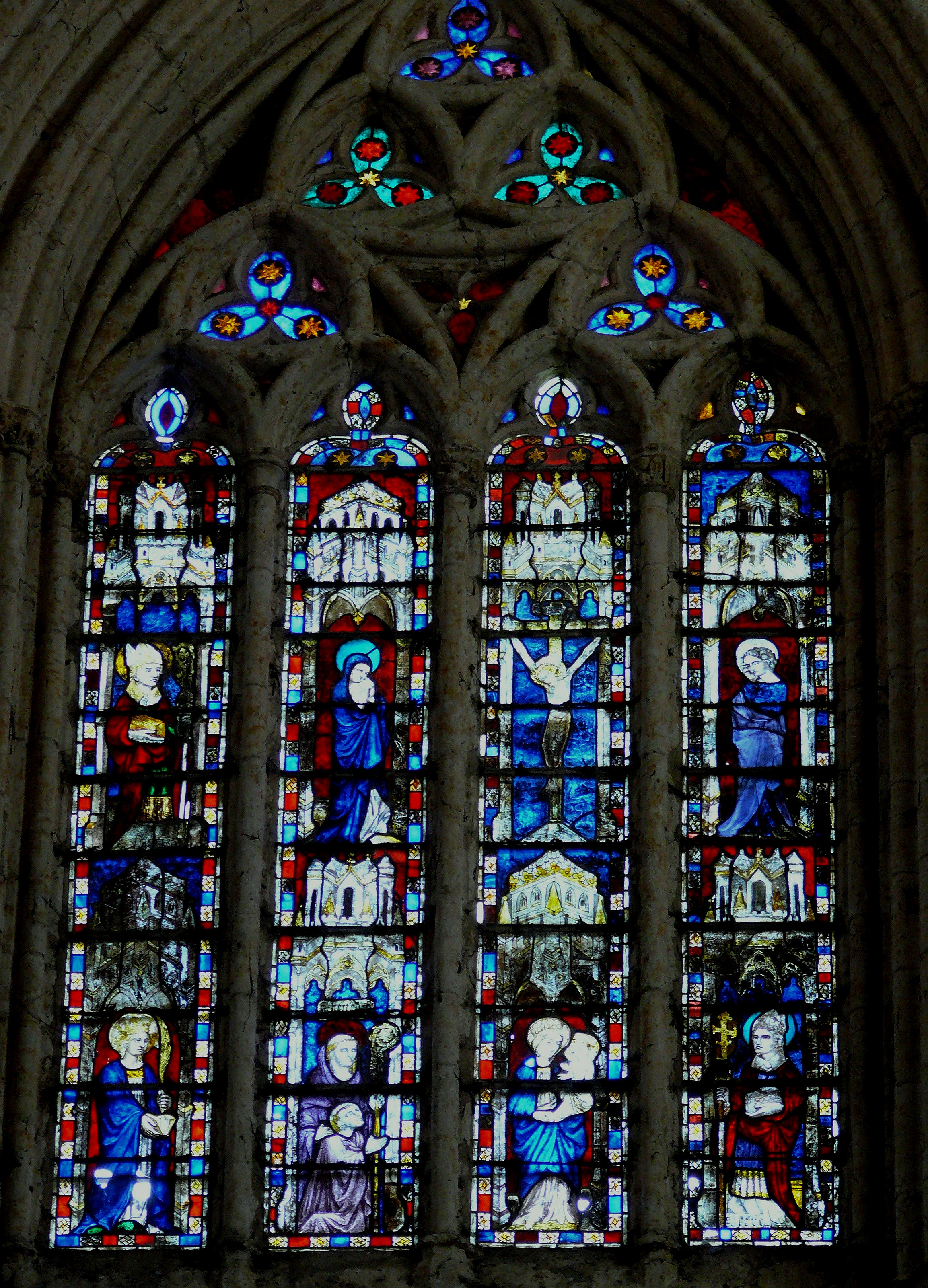
Verrières de la baie supérieure du chevet
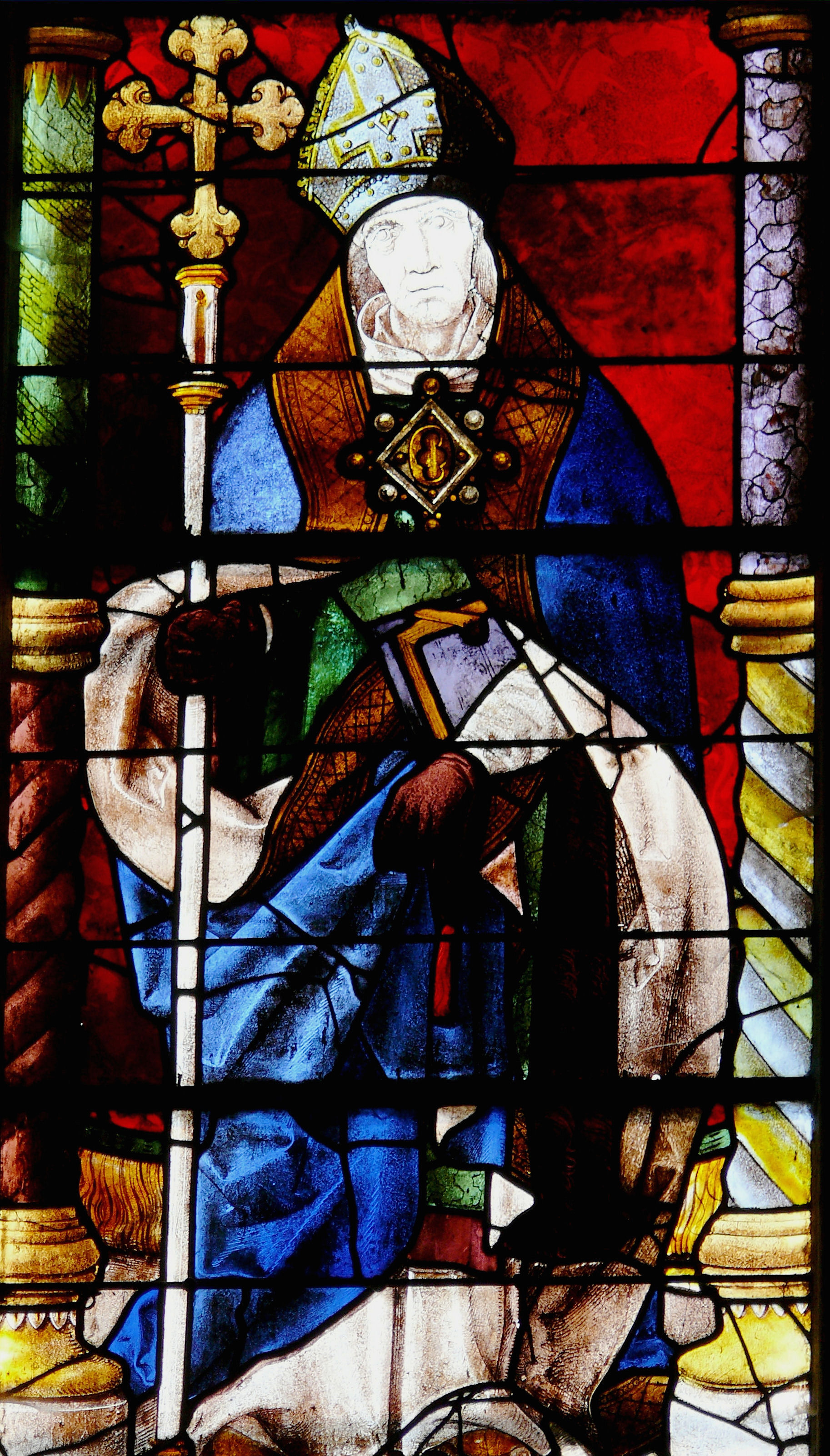
Verrières de saint Cérats
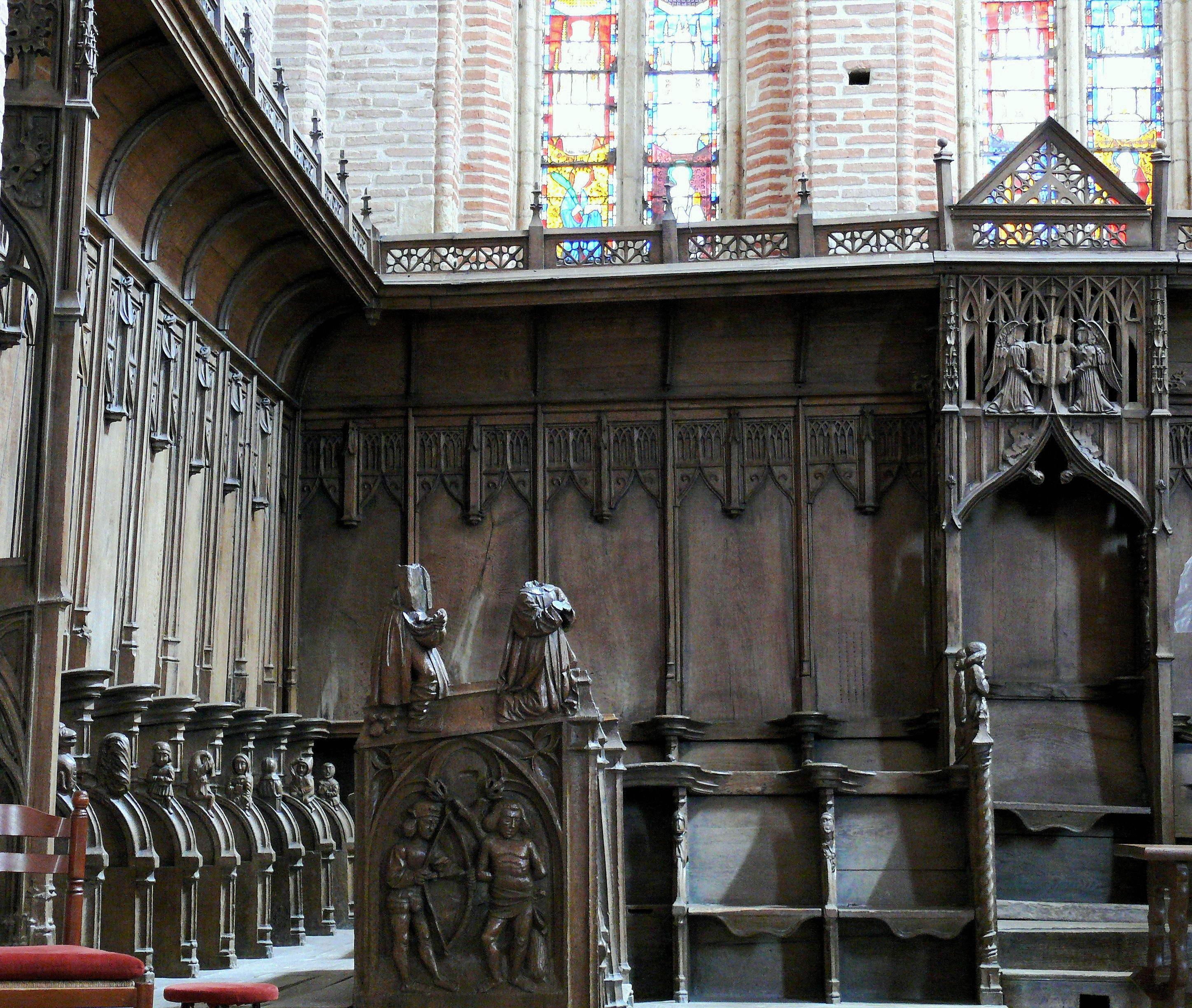
Stalles du chœur

### Stalles
Les stalles ont été offertes par Jean Marre et ont été exécutées sous l'abbatiat de Roger de Labarthe. Elles ont d'abord été disposées à la mode basque ou espagnole, sur une tribune au fond de la nef, puis, en 1780, elles ont été placées dans le chœur.
Il y a trente huit stalles en deux rangées de part et d'autre du siège abbatial.
Les miséricordes sont simples, sur les accoudoirs sont sculptés de petits personnages religieux ou laïcs. Des panneaux ont été sculptés à l'entrée :
- à droite : Adam et Ève au Paradis avec saint Matthieu et saint Jacques,
- à gauche : martyre de saint Sébastien et lapidation de saint Étienne.

Pour la stalle de l'abbé :
- à gauche : Baptême du Christ avec saint Jean-Baptiste (agneau) et saint Jean (aigle),
- à droite : Baptême de Clovis avec saint Pierre (clé) et saint Paul (glaive).

### Peintures
Dans le sacraire, il est possible d'admirer des peintures murales du milieu du XIVe siècle découvertes en 1964.

### Autres mobiliers
- Un buste reliquaire du XVIe siècle
- Un olifant en ivoire de saint Cérats qui passe pour guérir de la surdité
- Une piéta
- Un christ en bois polychrome du XIVe siècle. À noter les sandales tombantes aux pieds qui indiquent que le maître d'œuvre est catalan.